# Borgella pustulosa
Borgella pustulosa is een mosdiertjessoort uit de familie van de Cerioporidae. De wetenschappelijke naam van de soort is voor het eerst geldig gepubliceerd in 1953 door Osburn.